# Фауна лісових ґрунтів

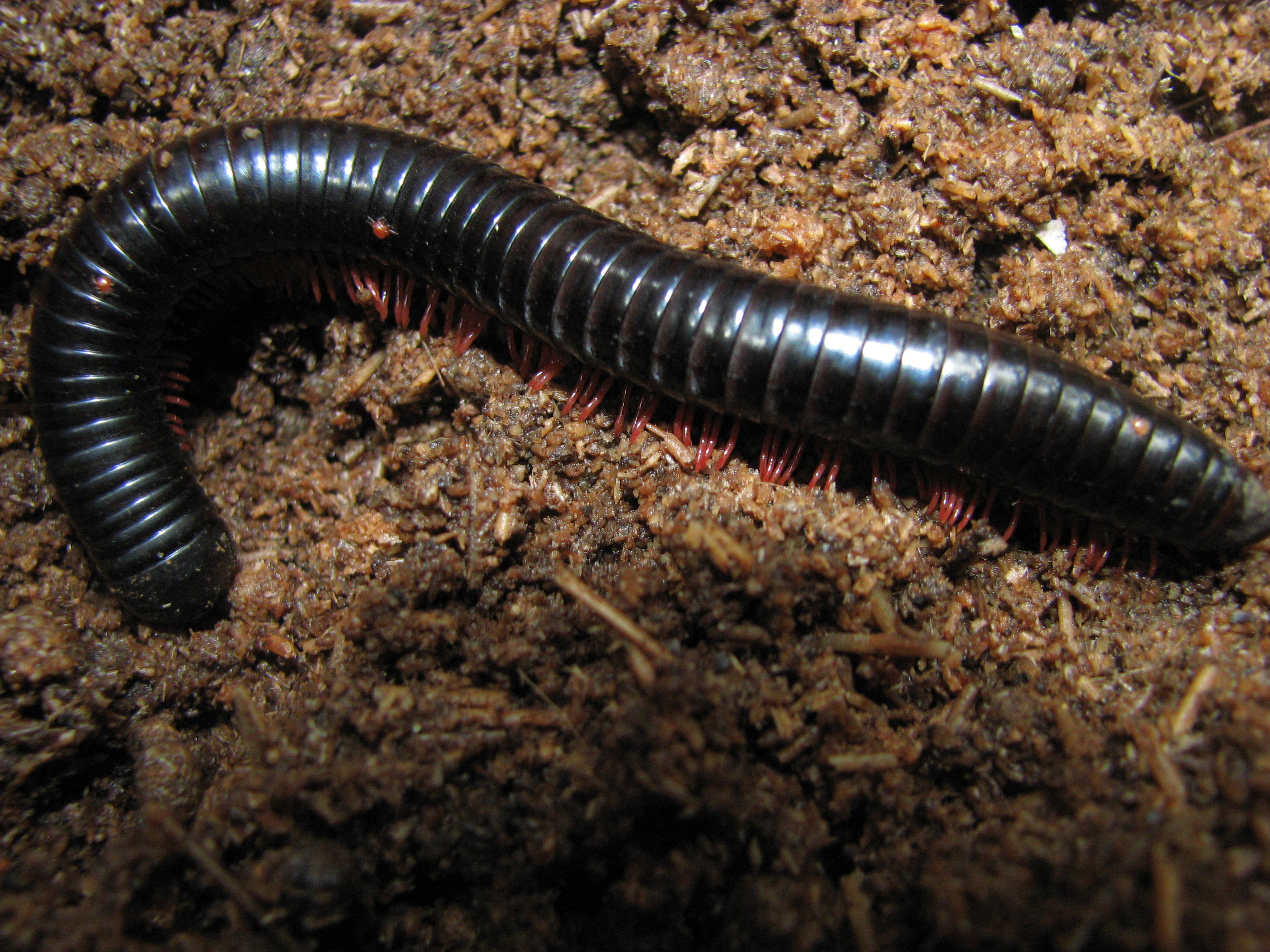
Двупарноногая багатоніжка

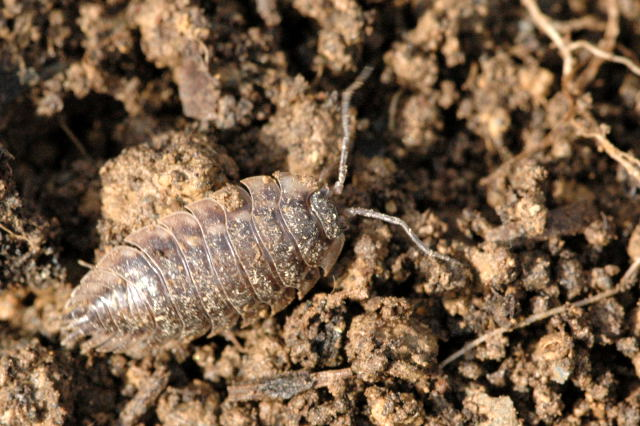
Мокриця

Фауна лісових ґрунтів – сукупність видів тварин, для яких лісовий ґрунт є середовищем існування, частина лісової фауни. Тварин, що мешкають в ґрунті, залежно від розмірів особин відносять до таких груп:
- макрофауна – в основному дрібні ссавці, в тому числі землерийки, кроти.
- мезофауна – її представляють дощові черв'яки, багатоніжки, мокриці, комахи, їх личинки.
- мікрофауна – нематоди, енхітреід, кліщі, в основному панцирні кліщі, ногохвостки та інші.
- нанофауна – це одноклітинні найпростіші.

У будь-яких лісах серед безхребетних ґрунтів переважають сапрофаги, які харчуються лісовим опадом, грибницею, гниючої деревиною. Для того, щоб використовувати в їжу рослинні залишки, тварини роздрібнюють їх, сумарна їх поверхня збільшується, що покращує доступ мікроорганізмів і дію атмосферних факторів.
Різні представники різною мірою пов'язані з ґрунтом:
- геобіонти завжди знаходяться в ґрунті;
- геофіли проходять в ґрунті одну зі стадій свого життя: активну – харчуються;
- ГЕОКС використовують ґрунт тільки як притулок.

Ґрунт заселений в основному до глибини 20-40 см. На глибоких чорноземах байрачних лісів ґрунт заселений в кілька разів глибше. У сухих місцевостях деякі види досягають глибини кількох метрів.
Дуже велике значення ґрунтової фауни в процесі ґрунтоутворення. Всі властивості ґрунту, в тому числі її родючість, зернистість структури залежать від діяльності її населення. Фауна ґрунтів прискорює гуміфікацію і мінералізацію рослинних залишків, перемішування шарів ґрунту, впливає на сольовий склад і кислотність ґрунту, підвищує її пористість, водопроникність і повітропроникність.

## Фауна ґрунтів лісів помірного поясу
У змішаних і широколистяних лісах мезофауна ґрунтів дуже багата, кількість особин якої може досягати в них 200-300 представників на 1 м2, а сумарна біомаса може становити до 100 г на 1 м2. На рівнинах Європейської частини Росії для них характерні дощові черв'яки, а в гірсько-лісових буроземах переважають кивсяки та інші багатоніжки, також мокриці.
Тайгова мезофауна ґрунтів не настільки багата, як правило присутні менше 100 особин на 1 м², хоча личинки двокрилих час від часу зустрічаються у великій кількості.
Найчисельнішою групою тут є панцирні кліщі та інші дрібні членистоногі, місцем життя яких є завжди наявна тайгова підстилка; в грубогумусних ґрунтах їх може бути до 1 млн. примірників на 1 м2, проте сумарна біомаса безхребетних як правило не перевищує 20 м.

## Фауна ґрунтів тропічних лісів
В екваторіальних вологотропічних лісах, вологість повітря завжди висока, ґрунт завжди досить сильно затінений, є відповідні умови для вологолюбних представників ґрунтової фауни, наприклад, наземних п'явок, планарій. Павукоподібні і терміти теж є мешканцями цих місць. Основним місцем поширення мешканців ґрунту є її поверхневий шар до глибини 5 см. Через швидке розкладання опаду, надмірного зволоження важких ґрунтів цих лісів чисельність їх мешканців невисока.